# Champua
Champua es una ciudad censal situada en el distrito de Kendujhar en el estado de Odisha (India). Su población es de 10394 habitantes (2011). Se encuentra a 52 km de Kendujhar y a 225 km de Bhubaneswar.

## Demografía
Según el censo de 2011 la población de Champua era de 10394 habitantes, de los cuales 5543 eran hombres y 4851 eran mujeres. Balagoda tiene una tasa media de alfabetización del 87%, superior a la media estatal del 72,87: la alfabetización masculina es del 90,85%, y la alfabetización femenina del 82,59%. 